# City Hunter : Services secrets
City Hunter : Services secrets (シティーハンタースペシャル　ザ・シークレット・サービス, Shitī Hantā Za shīkuretto sābisu) est un téléfilm d'animation japonais réalisé par Kenji Kodama, diffusé en janvier 1996 au Japon, basé sur le manga City Hunter. Le film est suivi par City Hunter : Goodbye My Sweetheart (1997).

## Synopsis
Ryô Saeba est engagé comme garde du corps par un homme politique étranger pour protéger sa fille, Ana. Un secret que très peu de gens connaissent, puisqu'elle travaille pour les services secrets de la police japonaise, protégeant sa vie. Après la première tentative d'assassinat d'Ana par le tireur de Dankerke, Saeba lui dit la vérité. Après cela, Dankerke décide de se donner pour tâche supplémentaire de tuer Ryô, afin de devenir le meilleur au monde. Après avoir appris qui est le tireur d'élite, Umibōzu commence à le poursuivre pour se venger d'une rencontre passée.

## Distribution notable
- Ryô Saeba : Vincent Ropion